# وب دا
پایگاه خبری و اطلاع‌رسانی وزارت بهداشت، درمان و آموزش پزشکی موسوم به وب دا، همزمان با روز خبرنگار در مرداد ماه سال ۸۹ با حضور وزیر بهداشت، درمان و آموزش پزشکی ایران افتتاح و به عنوان مرجع اعلام رسمی اخبار حوزه بهداشت و درمان کشور به همه خبرگزاری‌ها، جراید، نشریات و رسانه‌های دیداری و شنیداری معرفی شد. از بهمن ۱۳۹۱، این پایگاه خبری و اطلاع‌رسانی از وب‌گاه اصلی وزارت بهداشت، درمان و آموزش پزشکی تفکیک شد و به عنوان پایگاه خبری مستقل به عنوان مرجع رسمی اخبار حوزه بهداشت و درمان کشور محسوب گشت.
اولین پایگاه اطلاع رسانی وب دا در سال ۸۹ در دانشگاه زنجان افتتاح شد.
از ظرفیت پایگاه اطلاع رسانی وب دا به عنوان منبع غنی حوزه اخبار و اطلاعات و فرهنگ‌سازی مناسب سلامت استفاده می‌شود و خلاهای اطلاع‌رسانی حوزه‌های مختلف با افتتاح این پایگاه پر می‌شود و با فضای ایجاد شده از طریق افتتاح این پایگاه، اخبار گوناگون حوزه بهداشت و علوم پزشکی با دقت و ظرافت لازم با هزینه‌های کمتر در اختیار عموم قرار می‌گیرد و مخاطبان با ارتباط حداکثری با این پایگاه اطلاعات خود را دریافت می‌کنند.
وب‌دا می‌کوشد اطلاعات حوزه بهداشت، درمان و آموزش پزشکی را به موقع و شفاف و دقیق به اطلاع رسانه‌ها و مردم برساند. در این پایگاه ضمن انتشار آخرین اخبار نظام سلامت، اخبار فرهنگ‌سازی سلامت نیز مورد توجه جدی قرار می‌گیرد.
مشاور وزیر و مدیر کل دفتر وزارتی که حوزه تحت سرپرستی او وظیفه نگهداری و انتشار وب دار را به عهده دارد با اشاره به این که وب دا مرجع رسمی اعلام اخبار حوزه سلامت به خبرگزاری‌ها است، می‌گوید با افتتاح وب دا توانستیم با موضوع خبر فعالانه برخورد کرده و جای شایعه پراکنی‌ها را محدود کنیم. بعد از ایجاد پایگاه اطلاع رسانی وب دا شیب اطلاع رسانی از وزارت بهداشت به سمت رسانه‌ها سرعت بیشتری گرفته‌است.
عملکرد یکساله وب دا تولید و ارائه ۲۵ هزار خبر بوده و ۸۰ درصد این اخبار از سوی رسانه‌های مختلف مورد استفاده قرار گرفته‌است.

## دفاتر وب دا

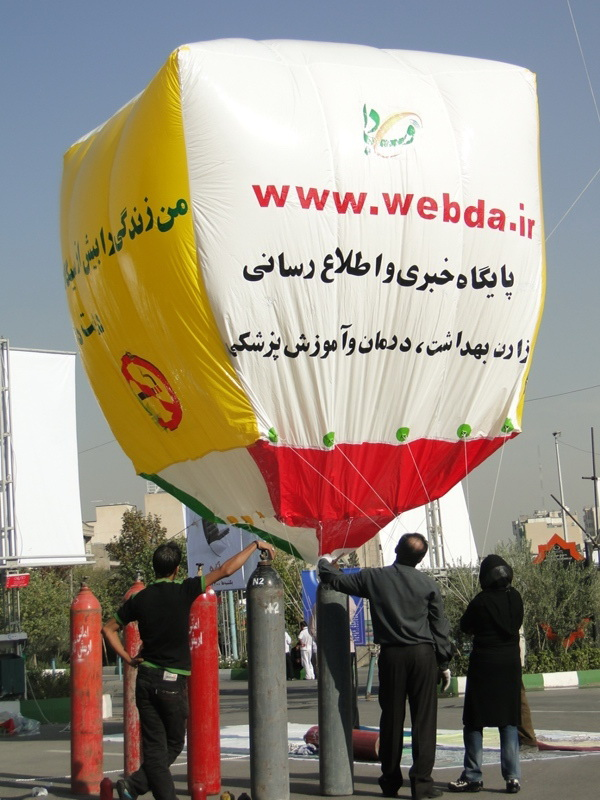
به هوا فرستادن بالن تبلیغاتی وب دا

با تأسیس وب دا روابط عمومی وزارت بهداشت کلیه روابط عمومی دانشگاه‌ها را موظف به راه اندازی دفاتر وب دا در استان و دانشگاه‌های آن منطقه نمود، اکنون وب دا در دانشگاه‌های اراک، شاهرود، اردبیل، شهرکرد، ارومیه، شهیدبهشتی، اصفهان، شیراز، اهواز، توانبخشی، ایلام، فسا، بابل، قزوین، بندرعباس، قم، بوشهر، کاشان، بیرجند، کردستان، تبریز، کرج، تربت حیدریه، کرمان، تهران، کرمانشاه، خراسان شمالی، گیلان، جهرم، گلستان، جیرفت، گناباد، دزفول، لرستان، رفسنجان، مازندران، زابل، نیشابور، زاهدان، همدان، زنجان	، مشهد، سبزوار، یاسوج، سمنان، یزد دارای دفتر می‌باشد و در حال حاضر ۳۷ پایگاه خبری وب دا در سراسر کشور راه اندازی شده که تا کنون ۳۰ در صد آمار بازدید کنندگان ارتقا یافته‌است و از مجموع ۴۱۵ هزارو ۸۰۲ سایت خبری موجود در کل دنیا سایت خبری"وب دا" رتبه چهار هزارو ۴۹۷ را به خود اختصاص داده است همچنین ۲۳۹ سایت با این پایگاه خبری لینک هستند.